# الدوري الفرنسي لكرة القدم للسيدات
الدوري الفرنسي لكرة القدم للسيدات، هو أعلى دوري لكرة القدم النسائية في فرنسا. يديره الاتحاد الفرنسي لكرة القدم، ويتنافس على الدوري اثني عشر ناديًا محترفًا.
تأسس الدوري في عام 1974 ويقام من سبتمبر إلى يونيو، حيث تلعب الفرق 22 مباراة في كل منها يبلغ إجمالي عدد مبارياتها 132 مباراة في الموسم. تُلعب معظم المباريات يومي السبت والأحد. يتوقف الدوري بشكل مؤقت بعد الأسبوع الثاني من ديسمبر ويستأنف في الأسبوع الثالث من يناير. في موسم 2019- 2020 صنف الاتحاد الأوروبي لكرة القدم دوري الدرجة الأولى الفرنسي للنساء كأفضل دوري نسائي في أوروبا.
ليون هو النادي الذي فاز بأكبر عدد من الألقاب في دوري الدرجة الأولى برصيد 15؛ يحمل النادي أيضًا الرقم القياسي للألقاب المتتالية وعددها أربعة عشر.